# Contraband (Velvet Revolver)
Het album Contraband is het eerste album van de rockband Velvet Revolver. De cd is uitgebracht bij RCA Records in juni 2004.
Het album behaalde in verschillende landen op de wereld de platina-status. 
Het nummer Set Me Free is gebruikt voor de soundtrack van de film The Hulk.

## Tracklist
1. "Sucker Train Blues" – 4:27
2. "Do It for the Kids" – 3:55
3. "Big Machine" – 4:25
4. "Illegal i Song" – 4:17
5. "Spectacle" – 3:41
6. "Fall to Pieces" – 4:30
7. "Headspace" – 3:42
8. "Superhuman" – 4:15
9. "Set Me Free" – 4:07
10. "You Got No Right" – 5:33
11. "Slither"  – 4:08
12. "Dirty Little Thing"  – 3:57 (Slash, McKagan, Sorum, Keith Nelson)
13. "Loving the Alien" – 5:48

### Bonus Track (UK release alleen)
14. "Bodies (live)" (Johnny Rotten, Steve Jones, Glen Matlock, Paul Cook)

### Bonus Disc
Tijdens de Australische tour werd een bonus cd bijgevoegd.
1. "Surrender" (Rick Nielsen) – 4:25
2. "No More No More" (Steven Tyler, Joe Perry) – 5:39
3. "Negative Creep" (Kurt Cobain) – 6:49 (some versions contained an acoustic version of "Fall to Pieces" instead of this track)
4. "Slither" [music video] – 4:11
5. "Fall to Pieces" [music video] – 4:34

## Singles
De uitgebrachte singles van de cd zijn:
1. "Slither", (mei 2004)
2. "Fall to Pieces", (augustus 2004)
3. "Dirty Little Thing", (november 2004)